# International Judo Federation
De International Judo Federation (IJF) is de mondiale sportbond voor judo. 

## Geschiedenis
De federatie werd opgericht op 11 juli 1951 te Londen. De eerste leden waren de judobonden uit Europa met daarbij Argentinië. De bonden van andere continenten werden in de jaren erna lid. Er waren in 2023 tweehonderdvijf bonden lid, waarbij meer dan veertig miljoen judoka's aangesloten waren. 
De bond organiseert onder meer de wereldkampioenschappen judo.

## Bestuur
De federatie is gevestigd in Boedapest. De huidige voorzitter is de Oostenrijker Marius Vizer en de algemeen-secretaris is de Fransman Jean-Luc Rouge.
| Periode    | Voorzitter          |
| ---------- | ------------------- |
| 1951       | Aldo Torti          |
| 1952-1965  | Risei Kano          |
| 1965-1979  | Charles Palmer      |
| 1979-1987  | Shigeyoshi Matsumae |
| 1987-1989  | Sarkis Kaloghlian   |
| 1989-1991  | Lawrie Hargrave     |
| 1991-1995  | Luis Baguena        |
| 1995-2007  | Park Yong-sung      |
| 2007-heden | Marius Vizer        |

- Biblioteca Nacional de España: XX145857
- Gemeinsame Normdatei: 2149016-8
- International Standard Name Identifier: 0000 0001 2205 2969
- Système universitaire de documentation: 123011264
- Virtual International Authority File: 168721213